# William Henry Harrison
William Henry Harrison (Charles City County, 9. veljače 1773. – Washington, DC, 4. travnja 1841.) bio je američki vojskovođa, političar i državnik, najpoznatiji po tome što je bio 9. predsjednik SAD-a.

## Životopis

### Djetinjstvo
Harrison je odrastao u uglednoj i politički utjecajnoj porodici virginijskih zemljoposjednika. Kao mladić upisao je Univerzitet u Pennsylvaniji kako bi postao liječnik, ali smrt oca, koja se nadograđuje na propast porodičnog bogatstva, ubrzo mu ubija taj san. Ostavši bez novca za školovanje, Harison nije vidio drugu mogućnost nego li dobrovoljno priključenje američkoj vojsci po navršenoj 18. godini. 

### Vojnik
Po završetku vojne obuke budući predsjednik poslan je na tadašnju Sjeverozapadnu teritoriju, u kojoj se mlada američka država sukobljavala s indijanskim plemenima. Sudjelovao je u Sjeverozapadnom indijanskom ratu u kojem je današnji Ohio postao dio SAD. 
Godine 1798. Harrison je napustio vojsku kako bi postao Sekretar za Sjeverozapadnu teritoriju, a kasnije i zamjenik guvernera. Godine 1799. je postao prvi zastupnik u Kongresu iz tog područja, a godine 1801. je postao guverner novoformirane teritorije Indiana.

### Političar
Guverneru Harrisonu glavni zadatak bila je kupovina što je moguće više zemlje od strane indijanskih domorodaca kako bi se mogli naseljavati bijelci iz istočnih država. Takva su nastojanja među Indijancima izazvala burnu reakciju, a vođa pokreta bio je Tecumseh, poglavica Shawneeja, tvorac velike indijanske konfederacije kojoj je cilj bilo bijelce baciti u more. Harrison je 1811. godine porazio Tecumseha u bitci kod Tippecanoe, te dvije godine kasnije, za vrijeme anglo-američkog rata u bitci kod Thamesa. Unatoč tim pobjedama, Harrison je, nezadovoljan načinom na koji federalna vlada vodi rat, podnio ostavku na svoj položaj u vojsci. 
Svoj novi poziv Harrison uskoro otkriva u saveznoj politici gdje počinje obnašati veliki broj važnih političkih dužnosti, zastupajući Ohio u Kongresu i Senatu, a od 1828. do 1829. bio je i američki veleposlanik u Kolumbiji.
Godine 1836. Harrisona je novostvorena Vigovska stranka kandidirala kao jednog od tri presjednička kandidata koji su se suprotstavili demokratskom potpredsjedniku Martinu Van Burenu. Plan je bio da se Van Burenu onemogući dobivanje većine u elektorskom kolegiju, te se izbor predsjednika tako prebaci u vigovski naklonjen Kongres. Plan nije uspio, jer je Van Buren iza sebe imao autoritet predsjednika Andrewa Jacksona, izuzetno popularnog zbog svoje ratne prošlosti.
Godine 1839. vigovci su, poučeni tim iskustvom, na svojoj prvoj konvenciji od trojice mogućih kandidata nominirali samo jednog kandidata - Harrisona, koji je po svojoj reputaciji najsličniji Jacksonu. Godinu dana kasnije Harrison se na izborima natjecao, za svoje vrijeme, izuzetno dobro organiziranom kampanjom koja je naglašavala njegove ratne uspjehe, isto kao i južnjačko porijeklo njegovog potpredsjedničkog kandidata Johna Tylera, pri čemu je vigovcima u prilog išla teška ekonomska kriza, koja je izbila za vrijeme Van Burenovog mandata.

### Predsjednik
Harrison je glatko osvojio većinu glasova i elektorskog kolegija. Međutim, nastojanje njegove stranke da eksploatira slavnu ratnu prošlost se pokazalo kobnim. Sa 68 godina života, Harrison je bio najstariji predsjednik izabran u američkoj povijesti sve do 1981. i Ronalda Reagana. Dana 4. ožujka 1841., kada se održavala inauguracija, Washington je pogodilo neobično hladno i kišovito vrijeme. Harrison je tom vremenu prkosio, odbivši prekinuti svoj inauguracijski govor - najduži u američkoj povijesti - kao i prijedlog da odjene kaput ili šešir. Harrison se nedugo nakon inauguracije teško razbolio i umro nakon mjesec dana od upale pluća ili teške prehlade. Po Ustavu ga je naslijedio njegov potpredsjednik Tyler.
Harrison je tako ostao upamćen kao američki predsjednik s najkraćim mandatom u povijesti. Njegova prijevremena smrt, kao i neki drugi slični slučajevi, stvorili su mit o indijanskoj kletvi koja pogađa američke predsjednike izabrane svake dvadesete godine.
Harrison je iza sebe ostavio niz potomaka koji su se nastavili baviti politikom, a njegov unuk Benjamin Harrison je i sam bio predsjednik pola stoljeća kasnije.